# Khalid Aït Taleb
Khalid Aït Taleb (né le 8 juillet 1966 à Rabat), est un professeur de médecine et homme politique marocain.
De 2021 à 2024, il est ministre de la Santé et de la Protection sociale du Maroc.

## Biographie

### Carrière professionnelle
Khalid Ait Taleb a commencé sa carrière professionnelle en tant qu’interne du CHU de Rabat en novembre 1989. Il a suivi un cursus de chirurgie générale où il a été assistant en 1992, puis maître-assistant en 1995. En 2000, il a été admis professeur agrégé de chirurgie à la faculté de médecine de Fès. 
Il a été notamment chef de service de chirurgie viscérale au CHU de Fès.
En 2005, il a été nommé directeur du CHU de Fès, poste qu’il a occupé jusqu’à sa nomination au gouvernement.
En 2016, il est élu à la présidence de l’Alliance des CHU du Maroc.

### Carrière politique
Avant sa nomination au poste de ministre, il occupe, par intérim, le poste de secrétaire général du ministère de la Santé, à la place de Hicham Nejmi.
Le 9 octobre 2019, dans le cadre d'un remaniement ministériel, Khalid Ait Taleb est nommé ministre de la Santé.
Il doit, lors de son mandat, gérer la crise liée à la pandémie due au virus de la Covid 19. Sa gestion de la campagne vaccinale (notamment au sujet de la livraison des vaccins) lui vaut des critiques dans les médias et dans l'opposition,. Lors de cette campagne, il doit aussi faire face à une polémique provoquée par une page  Facebook au nom du ministre Khalid Ait Taleb. Le ministère de la Santé dément alors tout lien avec cette page
Juin 2025 nommé en tant que Wali de la région Fès-Meknès 

### Vie privée
Khalid Aït Taleb est marié et père de trois enfants, deux garçons et une fille .